# Sous-district de Jianguomen
Le sous-district de Jianguomen (chinois : 建国门街道 ; pinyin : Jiànguómén jiēdào) est une subdivision du district de Dongcheng, dans le centre de Pékin, en Chine.
La gare de Pékin se situe dans le sud du sous-district, qui accueille également le ministère de la Culture et du Tourisme et l'observatoire antique de Pékin.

## Communautés résidentielles
Le sous-district de Jianguomen est divisé en dix communautés résidentielles (chinois : 社区 ; pinyin : shèqū).
| Nom          | Chinois      | Pinyin             | Population | Superficie (km²) |
| ------------ | ------------ | ------------------ | ---------- | ---------------- |
| Dongzongbu   | 东总布社区   | Dōngzǒngbù shèqū   |            |                  |
| Zhaojialou   | 赵家楼社区   | Zhàojiālóu shèqū   |            |                  |
| Xizongbu     | 西总布社区   | Xīzǒngbù shèqū     |            |                  |
| Dayabao      | 大雅宝社区   | Dàyǎbǎo shèqū      |            |                  |
| Ganmian      | 干面社区     | Gānmiàn shèqū      |            |                  |
| Lumicang     | 禄米仓社区   | Lùmǐcāng shèqū     |            |                  |
| Suzhou       | 苏州社区     | Sūzhōu shèqū       |            |                  |
| Chongnei     | 崇内社区     | Chóngnèi shèqū     |            |                  |
| Waijiaobujie | 外交部街社区 | Wàijiāobùjiē shèqū |            |                  |
| Zhandong     | 站东社区     | Zhàndōng shèqū     |            |                  |
|              |              | Total              | 57 170     | 2,70             |